# Eugenia schunkei
Eugenia schunkei là một loài thực vật thuộc họ Myrtaceae. Đây là loài đặc hữu của Peru.